# El Nuevo Mundo

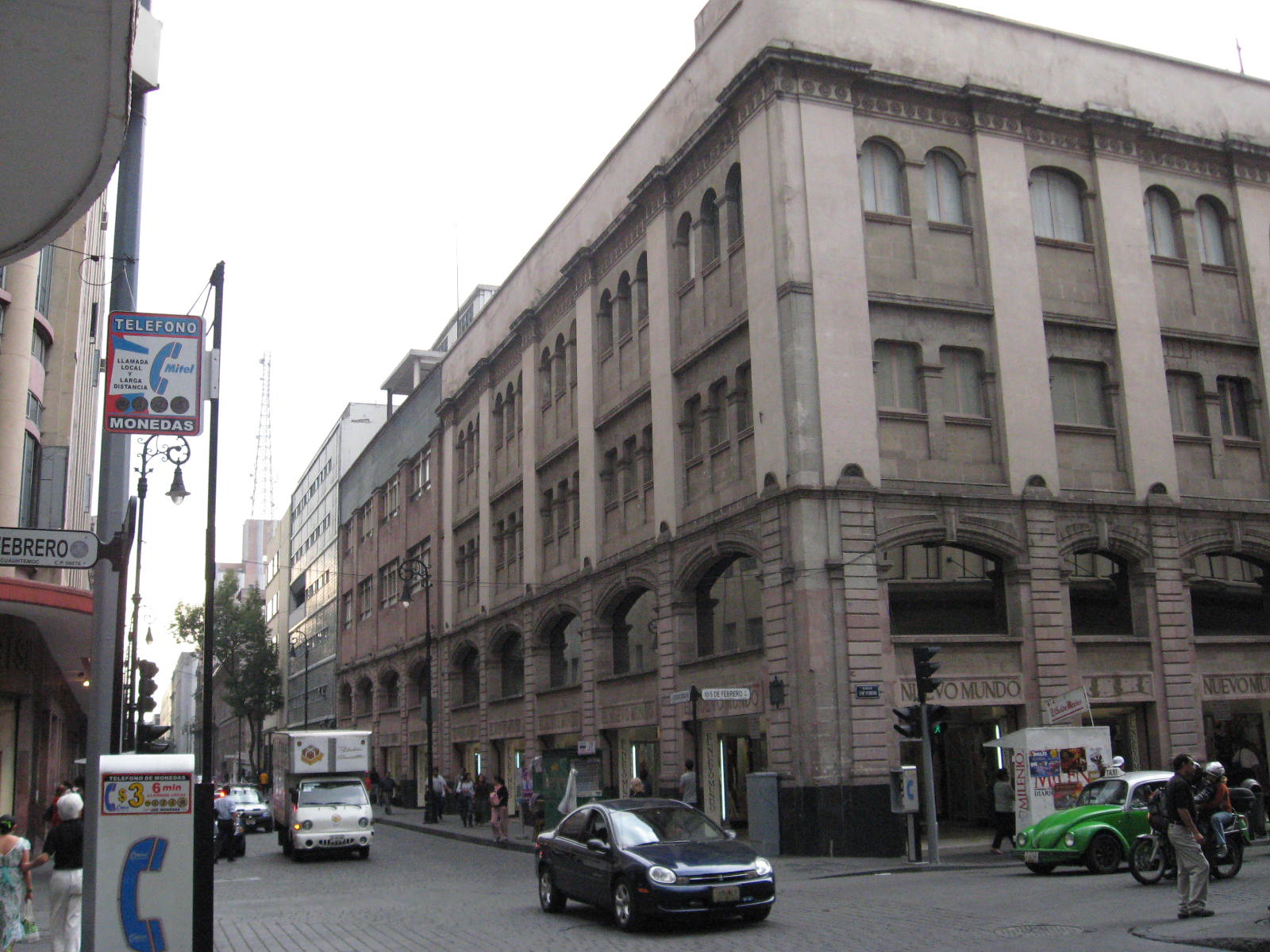
El Nuevo Mundo-winkel in 2008, historisch centrum van Mexico-Stad

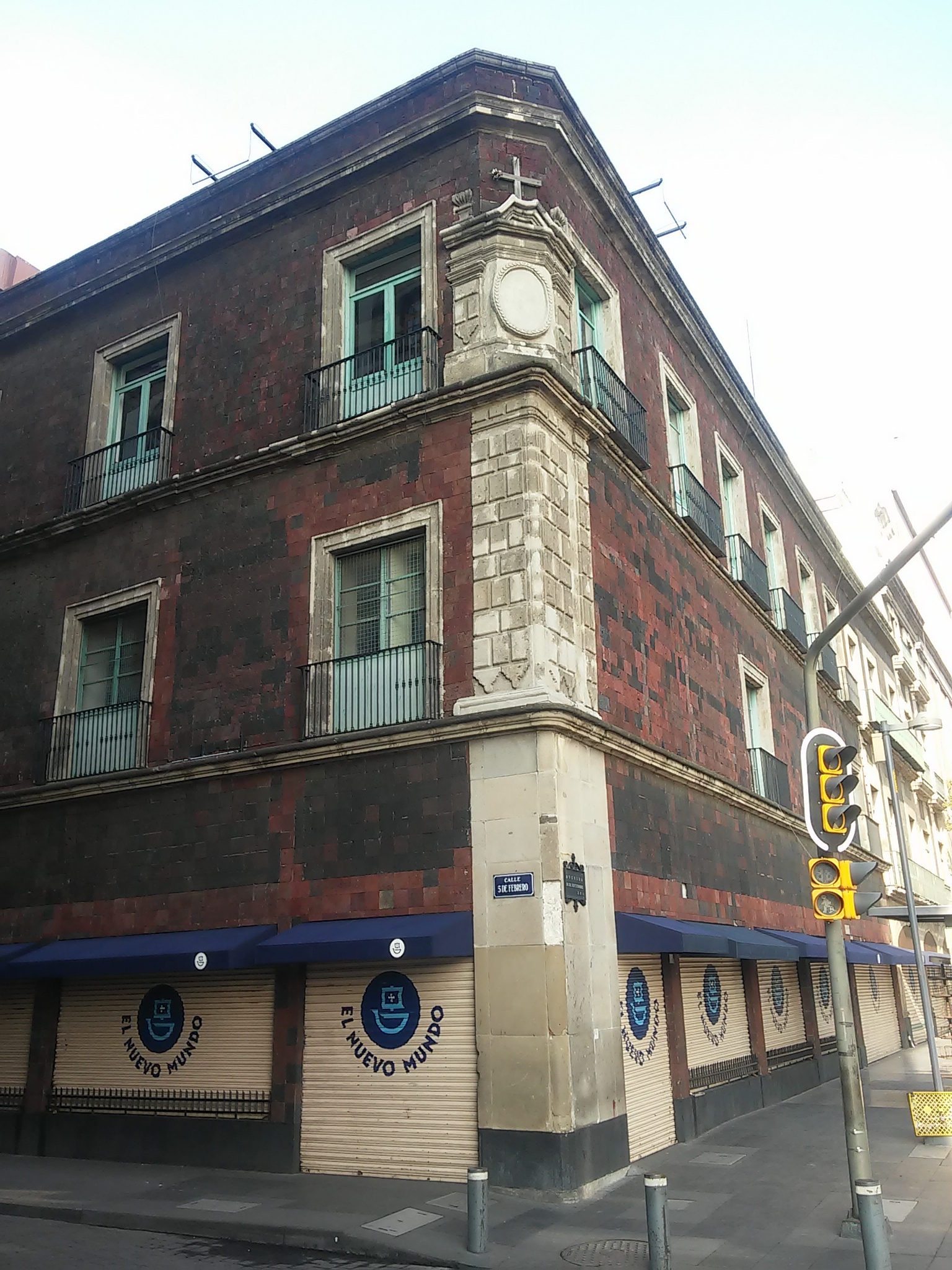
Achterkant van de winkel in Mexico-Stad

El Nuevo Mundo is een Mexicaanse warenhuisketen,waarvan de geschiedenis terug gaat naar 1877. De keten telt elf warenhuizen.

## Geschiedenis
Halverwege de 19e eeuw ontstonden in Mexico-Stad kleine winkeltjes, bekend als cajones, Hier werden hoogwaardige en modieuze kleding en stoffen werden verkocht aan de groeiende Mexicaanse groep rijken. Hierdoor hoefden deze klanten niet meer naar Europa te reizen of maanden te wachten op schepen uit de Oude Wereld met de gewenste  goederen. In 1877 richtte de Spanjaard Don Bernardo García Robes y Ordoñez het bedrijf El Cajón de El Nuevo Mundo op, op de hoek van Capuchinas Street en 1e Monterilla Street, vandaag de dag Venustiano Carranza Street en 5 de Febrero Street, in het historische centrum van Mexico-Stad. De winkel verkocht hoogwaardige stoffen, hoeden en modeartikelen, dameskleding en parfums geïmporteerd uit Europa, aangezien de  productie hiervan in Mexico nog in de kinderschoenen stond. 
In 1910, het jaar dat de Mexicaanse revolutie begon, werd het bedrijf  El Nuevo Mundo Mexico SA opgericht. In 1949 opende het bedrijf een filiaal in Guadalajara, onder de naam Almacenes Colón, maar veranderde in 1963 in El Nuevo Mundo Guadalajara. In 1956 opende het een filiaal in Monterrey aan Padre Mier Street, dat in de loop van de tijd werd uitgebreid tot de huidige oppervlakte van 10.000 m². 

## Producten
Het assortiment van het warenhuis bestaat uit dames-, heren- en kinderkleding en -schoenen., stoffen, gordijnen, decoratieartikelen, huishoudelijke artikelen en huishoudelijke apparaten. 